# HD 96113
HD 96113，又名CD-47 6466，SAO 222538、HR 4311，是一颗恒星，视星等为5.67，位于銀經284.94，銀緯11.42，其B1900.0坐标为赤經11h 0m 1.2s，赤緯-47° 11.42′ 26″。